# Otto Winzer
Otto Winzer, né le 3 avril 1902 et mort le 3 mars 1975, est un homme politique et diplomate allemand. 
Il est ministre des Affaires étrangères de la République démocratique allemande de 1965 à 1975.

## Biographie
Fils d'un cocher de fiacre, Otto Winzer suit une formation de typographe de 1916 à 1922, et exerce ensuite cette profession.
En 1919, il adhère à la Jeunesse socialiste libre (Freie sozialistische Jugend) et au Parti communiste d'Allemagne (KPD). En 1923, il fait partie de la direction du district de Berlin de la Ligue des jeunes communistes d'Allemagne et en 1924, il est responsable de la filiale viennoise de la maison d'édition de l'Internationale des jeunes communistes (IJC). De 1925 à 1927, il est membre du Parti communiste d'Autriche (KPÖ).
Après son retour en Allemagne en 1927, il dirige la maison d'édition de l'IJC à Berlin. De 1928 à 1930, il est rédacteur au sein du comité exécutif de l'IJC à Moscou et membre du PCUS, puis, de retour à Berlin en mars 1930, il travaille au bureau ouest-européen du comité exécutif, dont il dirige la maison d'édition à partir d'octobre 1930.
À partir de 1933, il participe à la lutte antinazie clandestine, puis émigre en 1934 à Paris où il est rédacteur à la revue Freie Jugend. De 1935 à 1937, il fait partie de la direction de la maison d'édition de l'Internationale communiste (IC) en Union soviétique. Ecarté de l'IC en 1937 parce qu'il connaissait étroitement le communiste allemand Erich Wendt qui était arrêté, il gagne sa vie comme traducteur et rédacteur à l'Association des éditeurs de travailleurs étrangers. Réhabilité et réintégré en 1941, il travaille à nouveau pour l'IC, devient membre du Comité national pour une Allemagne libre en 1943 et enseigne à l'école du parti du KPD à partir de 1944.
Fin avril 1945, il rentre en Allemagne avec le groupe Ulbricht.

## Distinctions
- 1955 et 1972 : Ordre du Mérite patriotique
- 1962 : Ordre de Karl-Marx
- 1965 : Étoile de l'amitié des peuples, en or
- 1969 : Agrafe d'honneur de l'ordre du Mérite patriotique, en or[2]
- 1975 : Grande étoile de l'amitié des peuples

## Sources et références
- (de) Cet article est partiellement ou en totalité issu de l’article de Wikipédia en allemand intitulé « Otto Winzer » (voir la liste des auteurs).

1. ↑  (de) « Winzer, Otto », sur bundesstiftung-aufarbeitung.de (consulté le 27 février 2020).
2. ↑  Neues Deutschland, 5 octobre 1969, p. 5